# Station Mazamet
Station Mazamet is een spoorwegstation in de Franse gemeente Mazamet. Het is een   kopstation geworden en wordt bediend door treinen van de TER Occitanie.